# Scarturus aulacotis
Il gerboa della Siria (Scarturus aulacotis (J. A. Wagner, 1840)) è una specie di roditore presente in Siria a ovest dell'Eufrate, in Giordania, nella provincia turca di Kilis e nell'estremo nord dell'Arabia Saudita.

## Descrizione
Gli esemplari presentano una lunghezza testa-tronco compresa tra 9,6 e 12,8 cm, con una coda lunga da 15,8 a 19,9 cm. I piedi posteriori misurano tra 5,1 e 6,1 cm, mentre le orecchie variano da 3,0 a 4,2 cm. Il cranio ha una lunghezza condilobasale di 27,8-31,7 mm e una larghezza zigomatica di 21-23,2 mm. La parte munita di denti del mascellare misura tra 6 e 6,8 mm. Il peso corporeo non è stato finora determinato. Il capo e il dorso sono grigio-bruni, mentre il ventre è bianco. L'estremità della lunga coda è dotata di un vistoso pennacchio piatto e largo, tricolore: alla base si trova una zona ocra, seguita da una porzione nera più lunga e da una punta bianca. Le dita dei piedi posteriori sono ricoperte inferiormente da peli bianchi morbidi. Il cariotipo di questa specie non è ancora noto.

## Biologia
Il gerboa della Siria abita ambienti aridi, spesso in prossimità di wadi, in aree erbose della hammada (pianure desertiche ghiaiose) e su substrati sabbiosi. È una specie notturna. Non si dispone di informazioni dettagliate sul comportamento e sulla dieta, mentre i dati sulla riproduzione sono scarsi. Giovani esemplari sono stati osservati in aprile. Ogni cucciolata comprende da 6 a 9 piccoli.

## Tassonomia
La specie fu descritta per la prima volta nel 1840 dallo zoologo tedesco Wagner con il nome di Dipus aulacotis. In seguito fu assegnata al genere Allactaga, poi a Proalactaga, quest'ultimo successivamente considerato sinonimo junior di Scarturus. In passato, Scarturus aulacotis è stato talvolta considerato sinonimo di Scarturus euphraticus o di Allactaga major. Attualmente è riconosciuto come specie sorella di Scarturus williamsi. Non sono note sottospecie.

## Conservazione
La specie non ha un proprio stato di conservazione, in quanto non viene valutata dalla IUCN come specie a parte, ma come una popolazione di Scarturus euphraticus.